# Campionato europeo di automobilismo 1935
Il Campionato Europeo di automobilismo 1935 è stata la III edizione del Campionato Europeo di automobilismo, dopo un'interruzione di due stagioni. 
Ricerche recenti hanno accertato che il Campionato, anziché articolarsi su cinque corse come si era creduto negli ultimi decenni, era invece costituito da sette Gran Premi (Monaco, Francia, Belgio, Germania, Svizzera, Italia, Spagna). Ad aggiudicarsi il titolo fu Rudolf Caracciola che vinse quattro delle sette gare in calendario. Succedette nell'albo d'oro a Tazio Nuvolari (Alfa Romeo) che in quest'occasione giunse al quarto posto, ottenendo una vittoria nel Gran Premio di Germania; Luigi Fagioli (Mercedes-Benz) vinse a Monaco, classificandosi vicecampione d'Europa. L'ultima vittoria fu invece di Hans Stuck (Auto Union) nel Gran Premio d'Italia.

## Risultati
Nota: la bandiera della Germania divenne quella con la svastica alla fine di settembre del 1935, per cui i risultati tengono conto di quest'aspetto.

### Grandi Prove del campionato
| Pos. | Nazione                 | Circuito          | Data         | Vincitore         | Vettura       | Resoconto |
| ---- | ----------------------- | ----------------- | ------------ | ----------------- | ------------- | --------- |
| 1    | Gran Premio di Monaco   | Monte Carlo       | 22 aprile    | Luigi Fagioli     | Mercedes-Benz | Resoconto |
| 2    | Gran Premio di Francia  | Montlhéry         | 23 giugno    | Rudolf Caracciola | Mercedes-Benz | Resoconto |
| 3    | Gran Premio del Belgio  | Spa-Francorchamps | 14 luglio    | Rudolf Caracciola | Mercedes-Benz | Resoconto |
| 4    | Gran Premio di Germania | Nürburgring       | 28 luglio    | Tazio Nuvolari    | Alfa Romeo    | Resoconto |
| 5    | Gran Premio di Svizzera | Bremgarten        | 25 agosto    | Rudolf Caracciola | Mercedes-Benz | Resoconto |
| 6    | Gran Premio d'Italia    | Monza             | 8 settembre  | Hans Stuck        | Auto Union    | Resoconto |
| 7    | Gran Premio di Spagna   | Lasarte           | 22 settembre | Rudolf Caracciola | Mercedes-Benz | Resoconto |

### Gran Premi extra campionato
| Nome                                    | Circuito       | Data         | Pilota               | Costruttore   | Resoconto |
| --------------------------------------- | -------------- | ------------ | -------------------- | ------------- | --------- |
| Gran Premio di Pau                      | Pau            | 24 febbraio  | Tazio Nuvolari       | Alfa Romeo    | Resoconto |
| Targa Florio                            | Madonie        | 28 aprile    | Antonio Brivio       | Alfa Romeo    | Resoconto |
| Gran Premio di Tunisi                   | Cartagine      | 5 maggio     | Achille Varzi        | Auto Union    | Resoconto |
| Gran Premio di Tripoli                  | Mellaha        | 12 maggio    | Rudolf Caracciola    | Mercedes-Benz | Resoconto |
| Gran Premio di Finlandia                | Eläintarharata | 12 maggio    | Karl Ebb             | Mercedes-Benz | Resoconto |
| Gran Premio di Bergamo                  | Bergamo        | 19 maggio    | Tazio Nuvolari       | Alfa Romeo    | Resoconto |
| Avusrennen                              | AVUS           | 26 maggio    | Luigi Fagioli        | Mercedes-Benz | Resoconto |
| Gran Premio della Piccardia             | Péronne        | 26 maggio    | Robert Benoist       | Bugatti       | Resoconto |
| Circuito di Orléans                     | Orléans        | 26 maggio    | Robert Cazaux        | Bugatti       | Resoconto |
| Mannin Moar                             | Douglas        | 31 maggio    | Brian Lewis          | Bugatti       | Resoconto |
| Gran Premio dell'UMF                    | Montlhéry      | 2 giugno     | Raymond Sommer       | Alfa Romeo    | Resoconto |
| Gran Premio di Rio de Janeiro           | Gávea          | 2 giugno     | Riccardo Carú        | Fiat          | Resoconto |
| Circuito di Biella                      | Biella         | 9 giugno     | Tazio Nuvolari       | Alfa Romeo    | Resoconto |
| Grand Prix des Frontières               | Chimay         | 9 giugno     | Rudolf Steinweg      | Bugatti       | Resoconto |
| Eifelrennen                             | Nürburgring    | 16 giugno    | Rudolf Caracciola    | Mercedes-Benz | Resoconto |
| Gran Premio di Penya Rhin               | Montjuïc       | 30 giugno    | Luigi Fagioli        | Mercedes-Benz | Resoconto |
| Gran Premio della Lorena                | Nancy          | 30 giugno    | Louis Chiron         | Alfa Romeo    | Resoconto |
| Gran Premio del Valentino               | Torino         | 7 luglio     | Tazio Nuvolari       | Alfa Romeo    | Resoconto |
| Gran Premio della Marna                 | Reims          | 7 luglio     | René Dreyfus         | Alfa Romeo    | Resoconto |
| Gran Premio di Dieppe                   | Dieppe         | 21 luglio    | René Dreyfus         | Alfa Romeo    | Resoconto |
| Gran Premio di Comminges                | Saint-Gaudens  | 4 agosto     | Raymond Sommer       | Alfa Romeo    | Resoconto |
| Coppa Ciano                             | Montenero      | 4 agosto     | Tazio Nuvolari       | Alfa Romeo    | Resoconto |
| Coppa Acerbo                            | Pescara        | 15 agosto    | Achille Varzi        | Auto Union    | Resoconto |
| Gran Premio di Nizza                    | Nizza          | 18 agosto    | Tazio Nuvolari       | Alfa Romeo    | Resoconto |
| Gran Premio di Modena                   | Modena         | 15 settembre | Tazio Nuvolari       | Alfa Romeo    | Resoconto |
| Gran Premio d'Estonia                   | Pirita-Kose    | 15 settembre | Karl Ebb             | Mercedes-Benz | Resoconto |
| Gran Premio di Cecoslovacchia           | Brno           | 29 settembre | Bernd Rosemeyer      | Auto Union    | Resoconto |
| Coppa Edda Ciano                        | Lucca          | 29 settembre | Mario Tadini         | Alfa Romeo    | Resoconto |
| Gran Premio di Donington                | Donington Park | 5 ottobre    | Richard Shuttleworth | Alfa Romeo    | Resoconto |
| Coppa della Sila                        | Cosenza        | 6 ottobre    | Antonio Brivio       | Alfa Romeo    | Resoconto |
| Campionato della Montagna di Brooklands | Brooklands     | 19 ottobre   | Richard Shuttleworth | Alfa Romeo    | Resoconto |

## Classifica campionato
Il metodo di conteggio dei punti era analogo a quello delle stagioni precedenti.
| Pos. | Pilota                  | MON | FRA | BEL | GER | SUI | ITA | ESP | Punti |
| ---- | ----------------------- | --- | --- | --- | --- | --- | --- | --- | ----- |
| 1    | Rudolf Caracciola       | Ret | 1   | 1   | 3   | 1   | Ret | 1   | 17    |
| 2    | Luigi Fagioli           | 1   | 4   | 2   | 6   | 2   | Ret | 2   | 22    |
| 3    | Manfred von Brauchitsch | Ret | 2   | Ret | 5   | Ret | Ret | 3   | 34    |
| 4    | Tazio Nuvolari          | Ret | Ret |     | 1   | 5   | Ret | Ret | 35    |
| 5    | Hans Stuck              |     | Ret |     | 2   | 11  | 1   | Ret | 36    |
| =    | René Dreyfus            | 2   |     | 4   |     | 7   | 2   |     | 36    |
| 7    | Bernd Rosemeyer         |     | Ret |     | 4   | 3   | Ret | 5   | 39    |
| =    | Achille Varzi           |     | 5   |     | 8   | 4   | Ret | Ret | 39    |
| =    | Raymond Sommer          | 6   | 6   | Ret |     | 9   |     | 7   | 39    |
| 10   | Louis Chiron            | 5   | Ret | 3   | Ret | Ret |     | Ret | 40    |
| 11   | Goffredo Zehender       | 7   | 3   |     | 11  |     | Ret |     | 42    |
| 12   | Hermann Lang            |     |     |     | Ret | 6   | Ret |     | 45    |
| 13   | Robert Benoist          |     | Ret | 5   |     |     |     | 6   | 46    |
| =    | Philippe Étancelin      | 4   |     |     | Ret | Ret | Ret |     | 46    |
| 15   | Piero Taruffi           |     |     | 7   | Ret |     | 5   |     | 47    |
| =    | Paul Pietsch            |     |     |     | 9   |     | 3   |     | 47    |
| 17   | Marcel Lehoux           |     |     | 6   |     |     |     | 8   | 48    |
| 18   | Jean-Pierre Wimille     |     |     | Ret |     |     | Ret | 4   | 49    |
| 19   | Antonio Brivio          | 3   |     |     | Ret |     |     |     | 50    |
| =    | Earl Howe               | Ret |     |     |     | 10  |     |     | 50    |
| 21   | Pietro Ghersi           |     |     |     | 12  |     | Ret |     | 51    |
| =    | Renato Balestrero       |     |     |     | Ret | 12  |     |     | 51    |
| =    | Giuseppe Farina         | Ret |     |     |     | 8   | DNS |     | 51    |
| 24   | Attilio Marinoni        |     |     |     |     |     | 4   |     | 52    |
| =    | Hanns Geier             |     |     |     | 7   |     |     |     | 52    |
| =    | Luigi Soffietti         | 8   |     |     |     |     |     |     | 52    |
| =    | Hans Rüesch             |     |     |     | 10  |     |     |     | 52    |
| =    | László Hartmann         |     |     |     | Ret | Ret |     |     | 52    |
| 29   | José de Villapadierna   | Ret |     |     |     |     |     |     | 53    |
| =    | Raymond Mays            |     |     |     | Ret |     |     |     | 53    |
| =    | Genaro Léoz-Abad        |     |     |     |     |     |     | Ret | 53    |
| 32   | Piero Dusio             | Ret |     |     |     |     |     |     | 55    |
| =    | Ferdinando Barbieri     |     |     |     |     | Ret |     |     | 55    |
| =    | Brian Lewis             |     |     |     |     | Ret |     |     | 55    |
| =    | Eugenio Siena           |     |     |     |     |     |     | Ret | 55    |
| Pos. | Pilota                  | MON | FRA | BEL | GER | SUI | ITA | ESP | Punti |

| LEGENDA     | LEGENDA                        | LEGENDA |
| Colore      | Risultato                      | Punti   |
| ----------- | ------------------------------ | ------- |
| Oro         | Vincitore                      | 1       |
| Argento     | 2º                             | 2       |
| Bronzo      | 3º posto                       | 3       |
| Verde       | Completato più del 75%         | 4       |
| Blu         | Completato tra il 50% e il 75% | 5       |
| Porpora     | Completato tra il 25% e il 50% | 6       |
| Rosso       | Completato meno del 25%        | 7       |
| Nero        | Squalificato                   | 8       |
| Trasparente | Non ha partecipato             | 8       |